# Пораманучит Чинорат

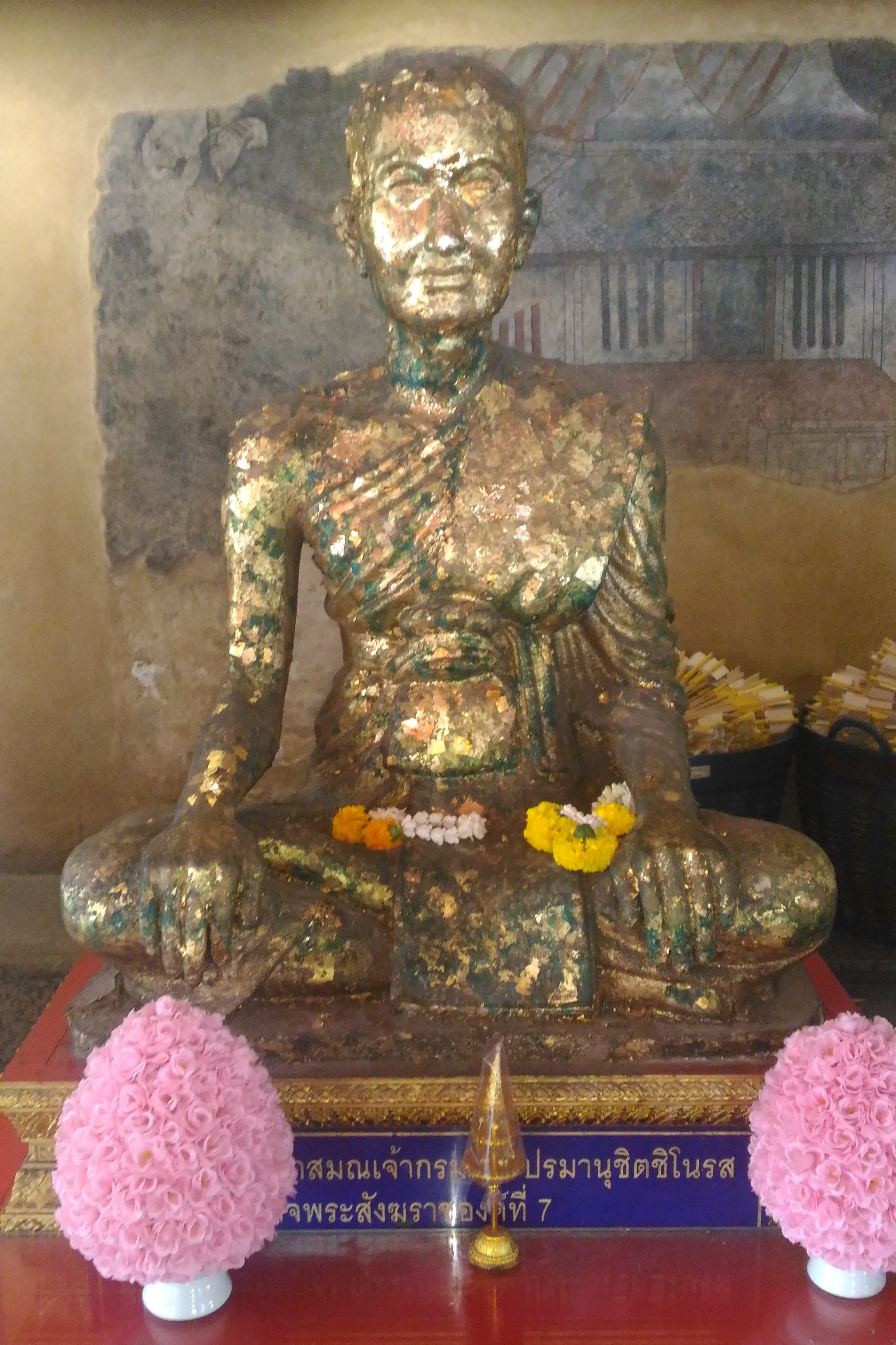
Статуя Пораманучита Чинората

Пораманучит Чинорат (тайск.: ปรมานุชิตชิโนรส; 11 декабря 1790 — 9 декабря 1853, Бангкок, Таиланд) — сын короля Сиама Рамы I, принц, талантливый поэт и писатель. Пораманучит Чинорат имел высокий ранг в буддийской общине, являлся настоятелем монастыря Пра Тьетупон.

## Вклад в сиамскую (таиландскую) литературу
При короле Сиама Раме III его произведения приобрели наибольшую популярность. По приказу короля принц Пораманучит Чинорат перевел на тайский язык буддийский трактат «Вопросы короля Милинды» («Милинда панха»). Этот трактат является одним из центральных произведений канонической литературы Сиама. Кроме того, Пораманучит Чинорат занимался созданием, переводами и компиляцией различных религиозных произведений.
Пораманучит Чинорат собрал и восстановил из разрозненных текстов книгу «Патама Самбоди» («Жизнь Будды»). Кроме того, в течение нескольких лет принц занимался переводом на тайский язык книги «Мангалаттадипани» («Наставления о добродетели»). Наибольшую известность ему принесла историческая хроника о правления короля Таксина и основателя династии Чакри Рамы I (1782—1809).
Пораманучит Чинорат считал, что в сиамском обществе необходимо воспитывать представления о хорошем и плохом, правильном и неправильном. Кроме того, по его мнению, необходимо было выработать нормы поведения, которые бы соответствовали принципам буддийской доктрины. Так, Пораманучит Чинорат написал поэму «Критсана сон нонг» («Указ об обучении младших членов семьи»). В этом произведении излагались нормы поведения женщин во дворце, а также некоторые правила воспитания детей.
В период правления Рамы III (1824—1851) религиозные трактаты имели особенную ценность. Чтобы увековечить свое имя, король Сиама Рама III обратился к принцу Пораманучиту Чинорату с просьбой о написании поэмы, в которой были бы воспеты религиозные деяния короля, его заслуги в реставрации памятников культуры Сиама. Текст этой поэмы был высечен на стенах храма Пра Тьетупон.
При Раме III наивысшего расцвета поэзия достигла в творчестве выдающихся поэтов Таиланда — Сунтона Пу и принца Пораманучита. Принц Пораманучит лучше других постиг тонкости размера чанта. Его произведения считаются классическими моделями чанта. Он сочинил поэму «Таленг пхай» («Разгром талаинов-монов»), описывающую сражение между сиамским королем Наресуаном (XVI век) и бирманцами, в рядах которых были моны. Поэт разрабатывал и традиционные сюжеты из сборников «Махачат», «Паннасаджатака» и истории «Самуттакот». Пораманучит сочинил также несколько «Колыбельных песен для слонов».